# Zante
Zante (grec moderne : Τζάντε, nom d’origine vénitienne), Zacynthe ou Zakynthos (transcription latine du grec moderne : Ζάκυνθος) est l'une des îles Ioniennes. Dès l'Antiquité, elle est connue pour ses sources d'huile de pétrole, exploitées pour le calfatage des bateaux. Elle est réputée aujourd'hui pour ses plages de sable fin, en particulier celle de Laganás au sud de l'île, où sont protégées les tortues de mer caouannes Caretta caretta. Elle arrive en deuxième position après Corfou pour le nombre de visiteurs des îles Ioniennes.

## Géographie

Zante en 3D.

À l'ouest de la grande péninsule de la Grèce continentale, cette île grecque est la troisième en superficie des îles Ioniennes avec une surface d'environ 406 km2[réf. nécessaire]. Elle constitue le dème de Zante et compte 41 472 habitants en 2005[réf. nécessaire]. La ville principale porte le même nom que l'île (Zante ou  Zákynthos) et se trouve sur la côte est. L'île culmine à 756 m.

### Aéroport
L'aéroport international de Zante "Dionysios Solomos" se trouve au sud de la ville de Zante et immédiatement au nord de la ville de Kalamaki (en). Pour voir une carte indiquant les aéroports les plus proches, cliquer sur :

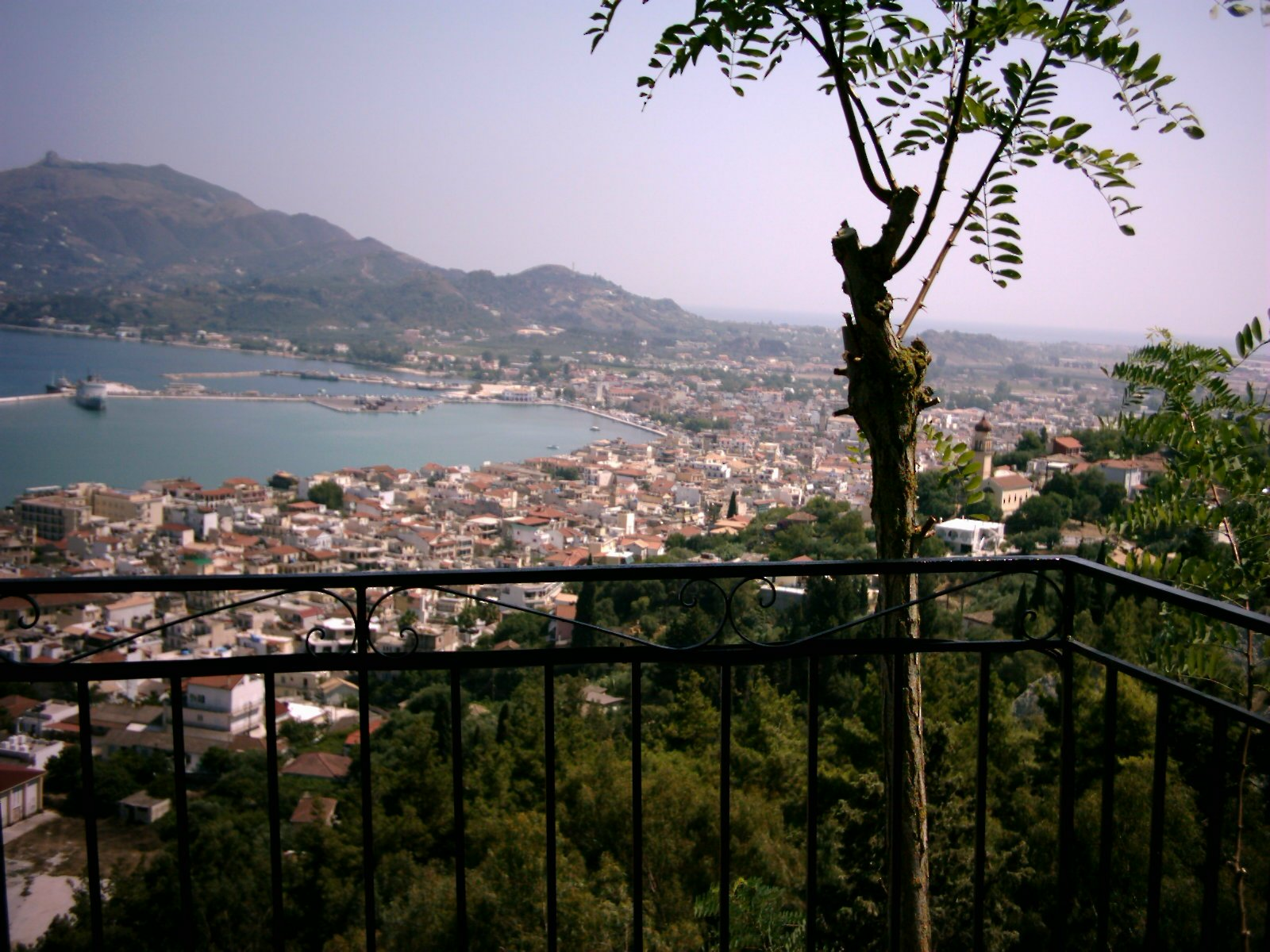
La ville de Zante vue vers le sud.

### Carte des aéroports en Grèce
| \| 50 km1:6 137 000 \| Agrinion Aktion Alexandreia Alexandroúpoli Andravida Áraxos Astypalée Athènes · E. Venizélos Céphalonie La Canée Chios Corfou Héraklion Icarie Ioannina Kalamata Kalymnos Karpathos Kassos Kastellórizo Kastoria Kavala Cythère Kos Kotroni Kozani Larissa Lemnos Leros Milos Mykonos Mytilène Naxos Néa Anchíalos Paros Rhodes Maritsa Samos Santorin Sitía Skiathos Skyros Sparte Syros Tanagra Tatoi Thessalonique Tripoli Tympaki Zante Kastélli |
| 50 km1:6 137 000 |

## Histoire

### Antiquité
Homère la cite déjà sous ce nom dans l’Iliade et l’Odyssée, et la présente comme ὑλήεσσα : « couverte de forêts ». Son nom vient de l'hyacinthe, la fleur que Zakynthos avait portée. Dans l'Antiquité, les habitants de cette île prétendaient descendre de Zacynthos, fils du roi Dardanos : ils fondèrent Sagonte en Espagne. L'île était déjà importante à l'époque mycénienne où elle est mentionnée dans une tablette en linéaire B retrouvée à Pylos, en Messénie. Un cimetière datant de cette période fut accidentellement mis au jour en 1971 lors de la construction d'une route à Kambi (Kampi ?).
Zakynthos passa un millénaire et demi sous domination romano-byzantine ; durant cette longue période, la population devint progressivement chrétienne, et l'île fut attaquée et envahie plusieurs fois par les arabes et les normands.

### Moyen-Âge
Les normands de Sicile finirent par occuper Zakynthos en 1185 et l'île resta jusqu’en 1479 possession du royaume de Sicile. D'abord attribuée à Margaritus de Brindisi par Guillaume II de Sicile en remerciement de ses services, elle passa ensuite à la famille Orsini jusqu'en 1325 puis brièvement aux Angevins jusqu'en 1357, avant de devenir l'apanage de la famille Tocco, formant le « comté palatin de Céphalonie et Zante ». En 1479 les Vénitiens prirent le contrôle de l'île, qu'ils gardèrent jusqu'en 1797 et qu'ils appelèrent Fior di Levante : « Fleur du Levant » et Isola d'oro : « Île d'or ». C'est durant cette période que mourut dans l'île le médecin anatomiste André Vésale, le 15 octobre 1564 ; et qu'y naquit le 6 février 1778 le poète italien Ugo Foscolo.

### Époque moderne
En 1797, lors de la partition de la république de Venise par le traité de Campo-Formio, elle devient partie de l'Empire français, formant avec Cythère et les Strophades l'un des départements français de Grèce : celui appelé (en partie improprement) « de la Mer-Égée ». Zakynthos est intégrée en 1800 à la République septinsulaire, dont le protectorat est cédé par la Russie à la France en 1807 au traité de Tilsit, puis intégrée en 1815 à la république des îles Ioniennes. Elle rejoint le royaume de Grèce en 1864.

### Époque contemporaine
Lors de l'occupation de la Grèce pendant la Seconde Guerre mondiale, Zakynthos est attribuée à l'Italie fasciste, mais le maire de Zakynthos-ville, Loukas Carrer, refuse de faire sa reddition aux Italiens, au motif que la Grèce les avait vaincus avant d'être elle-même défaite par la Wehrmacht. Les Allemands doivent dépêcher dans l'île quelques troupes pour recevoir la reddition : elles y restent pour surveiller les occupants italiens dont certains fraternisent avec les résistants zantiotes (parfois italophones en raison du long passé vénitien), au point de leur laisser leur armement lors du retrait italien en octobre 1944. Restés seuls occupants de l'île en 1944, les Allemands demandent à Loukas Carrer la liste des juifs de l'île pour les déporter. Carrer et l'évêque grec orthodoxe de l'île, Mgr. Chrysostomos, remettent une liste comprenant seulement deux noms, les leurs, en indiquant aux Allemands : « Voici vos juifs, si vous décidez de les déporter, vous devrez commencer par nous et nous partagerons leur sort ».
Cette action eut pour effet de laisser aux juifs de Zante le temps de se cacher sur les hauteurs de l'île avec l'aide de la population locale et d'échapper ainsi à la « solution finale » des nazis. À la fin de la guerre, tous les juifs de l'île, soit 245 personnes, étaient sains et saufs. Pour leur action, Carrer et Mgr. Chrysostomos reçurent le titre de justes parmi les nations décerné par le mémorial de Yad Vashem. Aujourd'hui une statue du maire et de l'évêque trône dans la ville sur le lieu où s'élevait la synagogue, détruite par le séisme des îles ioniennes de 1953.
Depuis la libération de la Grèce, l'île vit essentiellement de la pêche et du tourisme.

## Environnement
Les tortues marines de l'île (tortues caouannes) ont fait l'objet de suivis scientifiques qui ont notamment mis en évidence l'impact négatif sur leur reproduction de lumières nocturnes artificielles causées plus spécialement par les établissements touristiques.
Le parc national marin de Zante inclut toute la baie de Laganás, toute la péninsule de Vassiliki à l'est de la baie et une bonne partie de la péninsule de Kéri à l'ouest ; il a aussi un territoire séparé couvrant les deux petites îles des Strophades à 50 km au large de la baie de Laganás.

## Lieux et monuments
Xigia, sources soufrées, côte est ; les souces sont dans des grottes côtières et concernent trois plages : Xigia Nord, Xigia Centre et Xigia Sud,

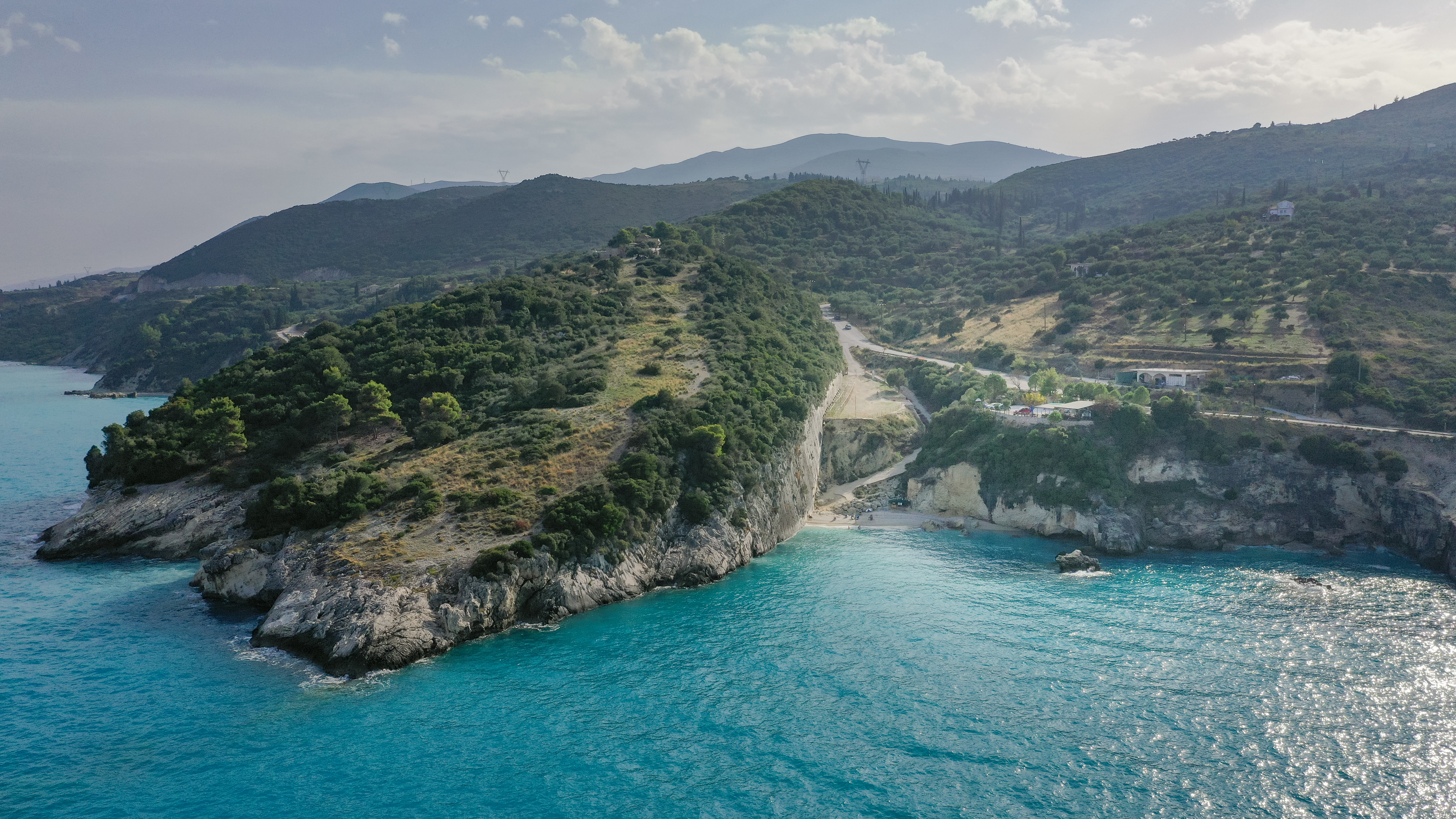
Xigia Nord
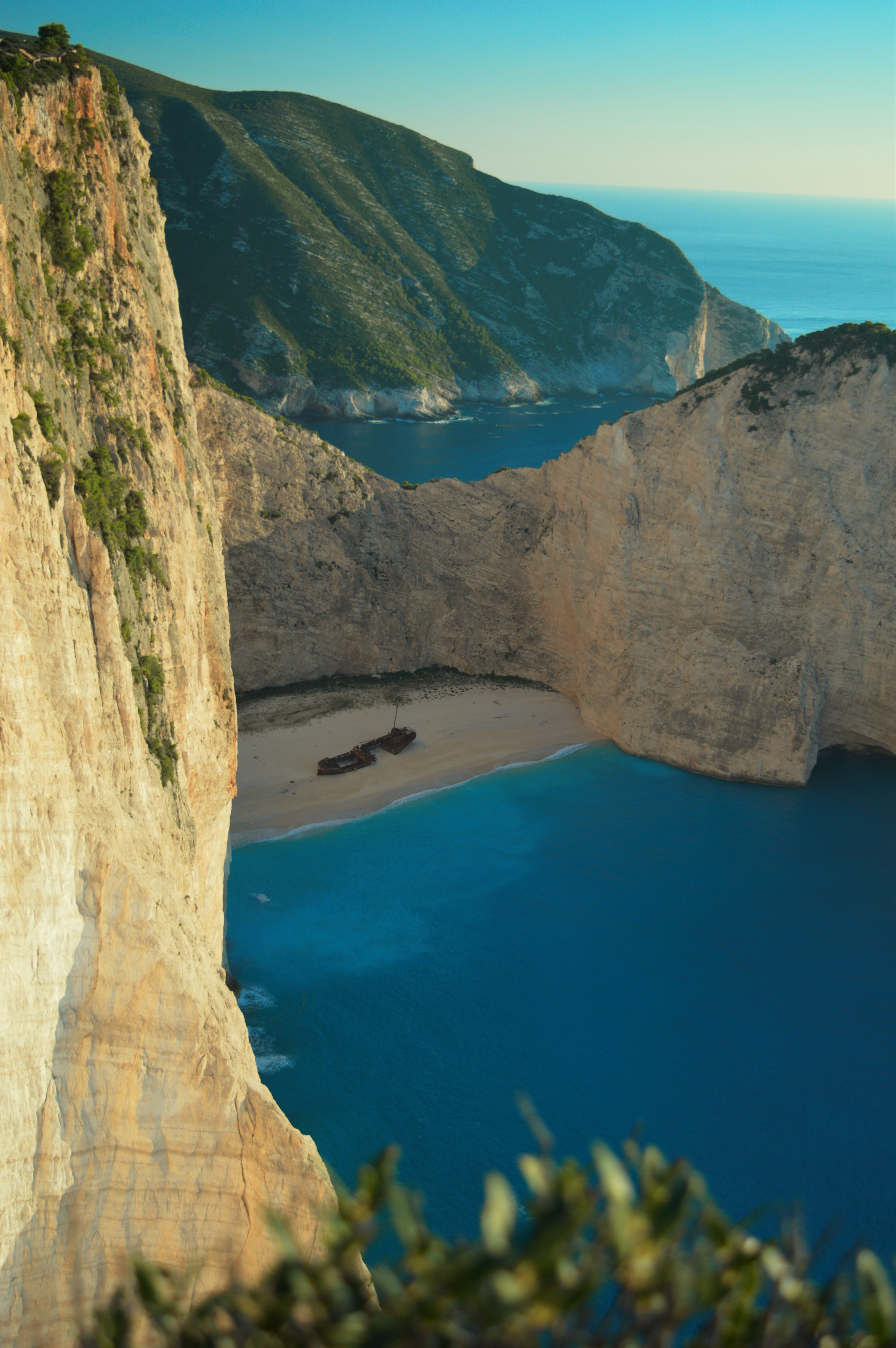
Plage du Naufrage
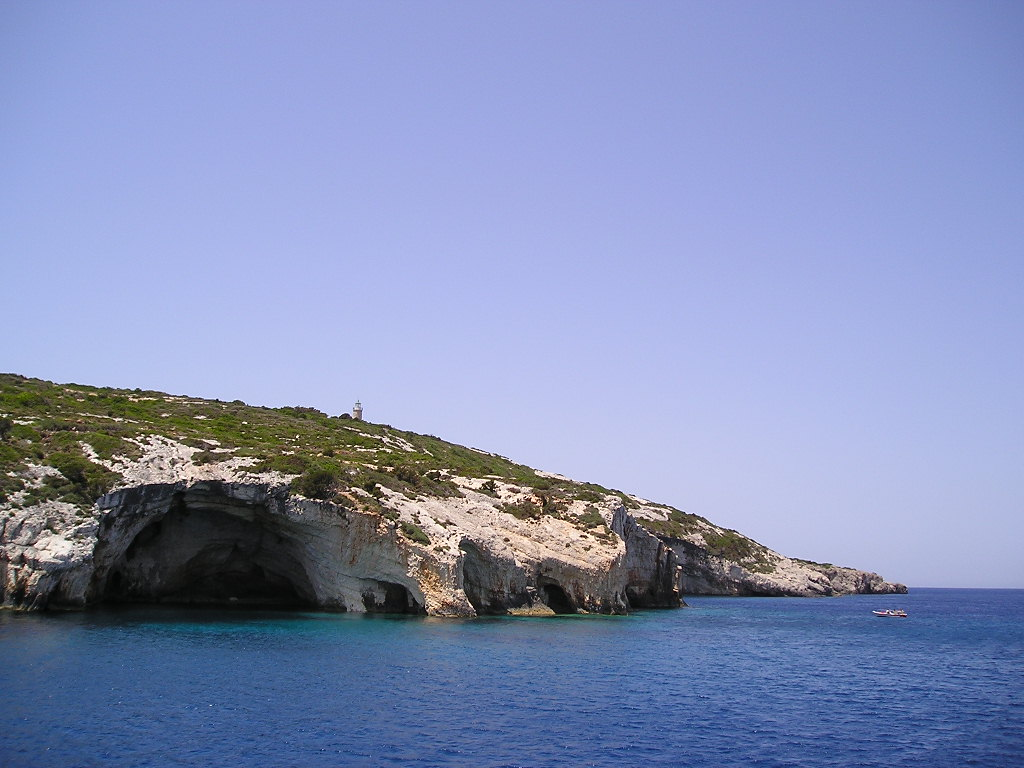
Les Grottes Bleues, pointe nord, côté est
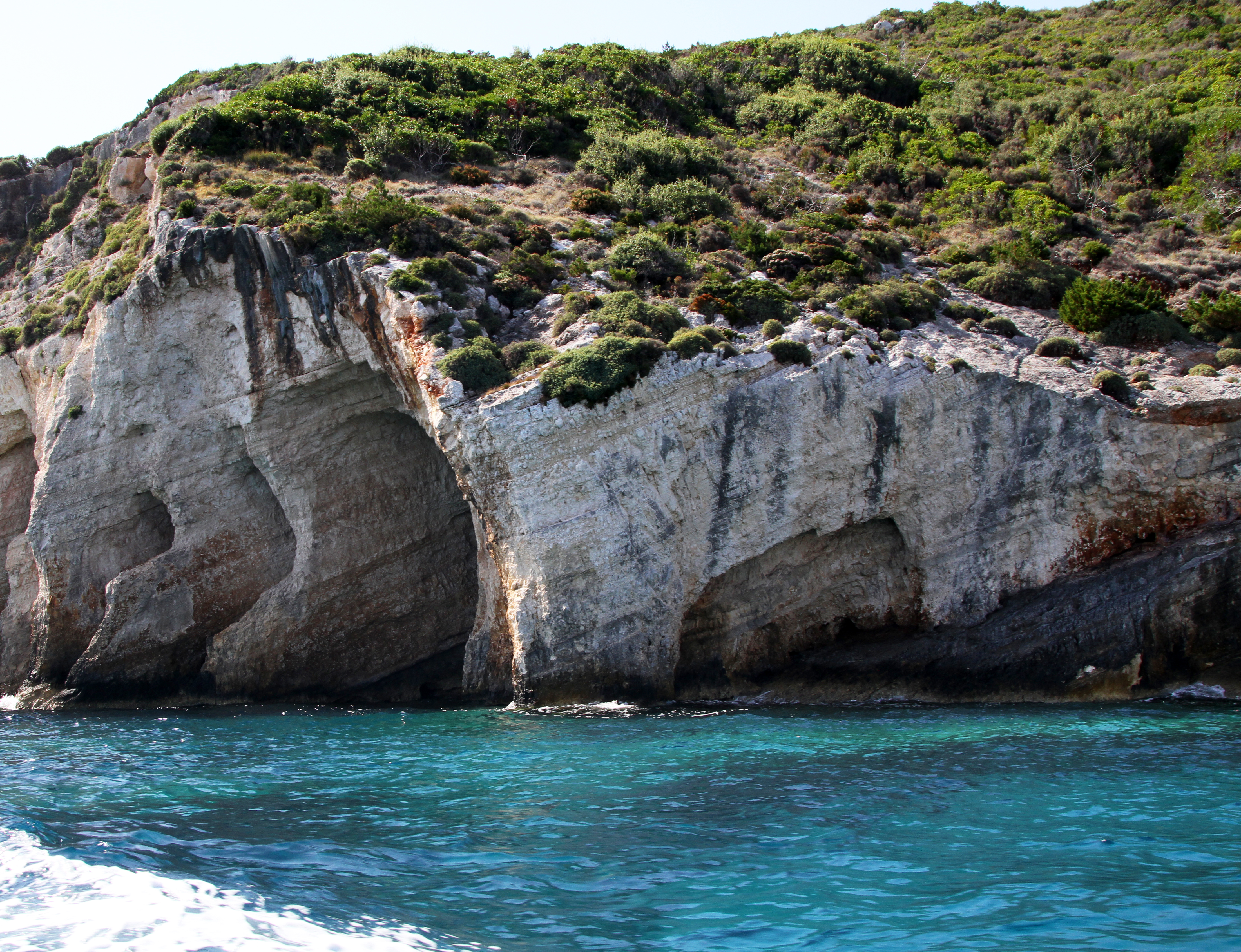
400 m au sud des Grottes Bleues
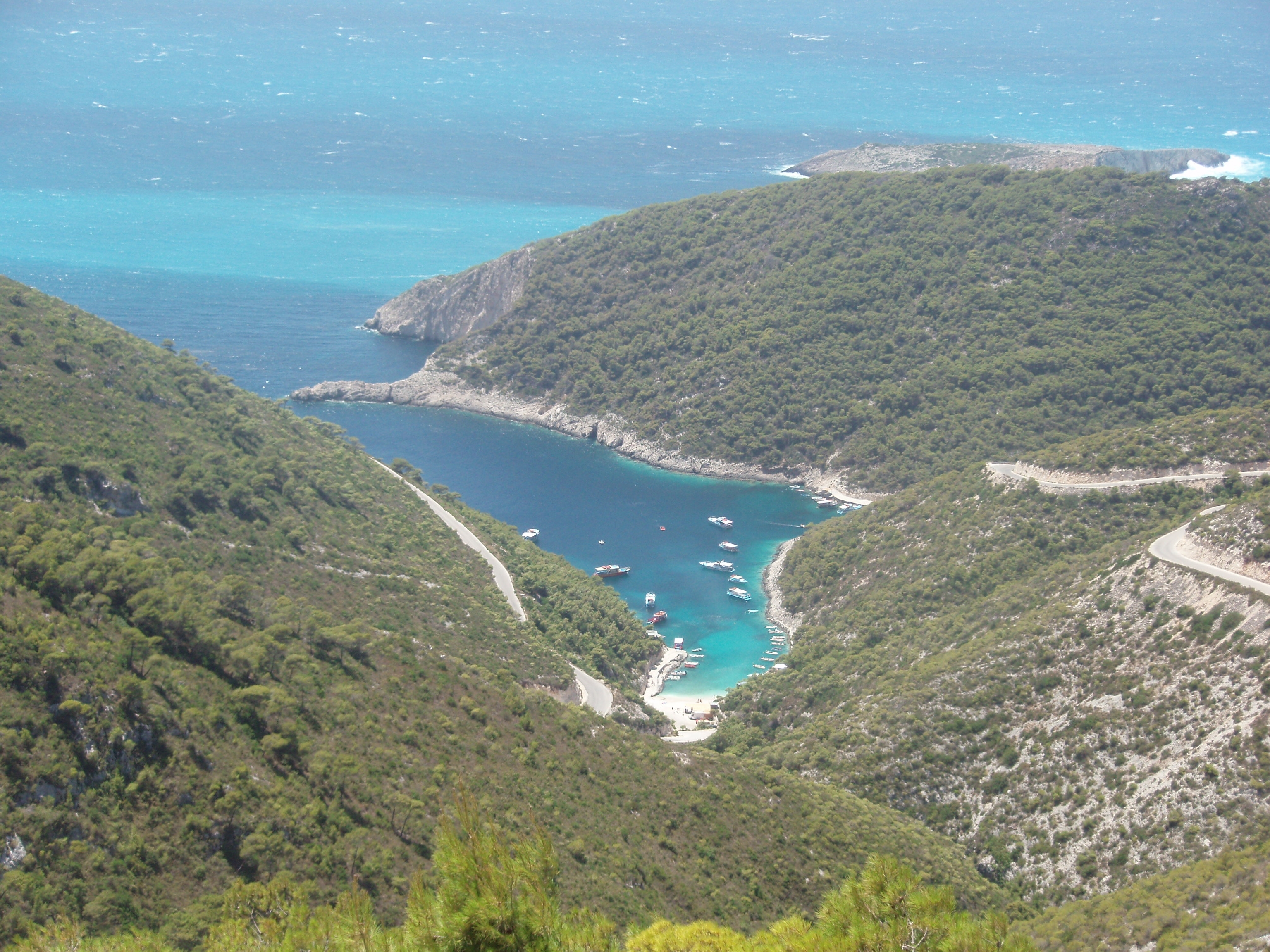
Baie de Vromi, côte ouest
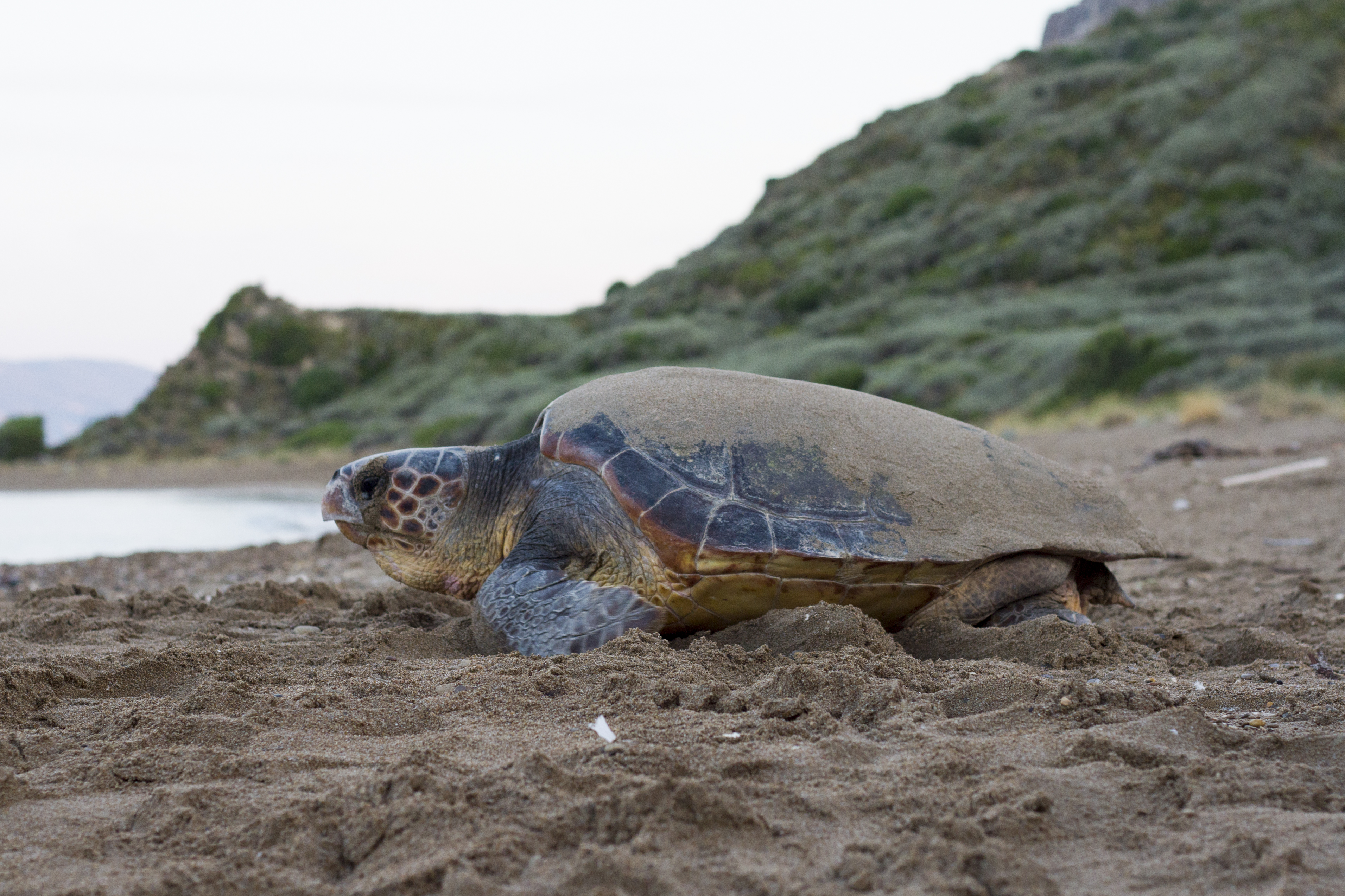
Tortue caouanne

## Personnalités
- Antonio Cagnoli (1743-1816) : mathématicien et diplomate italien né à Zante
- Ugo Foscolo (1778-1827) : poète italien né à Zante
- Andreas Kalvos (Ανδρέας Κάλβος) (1792-1869) : poète grec né à Zante
- Dionýsios Solomós (Διονύσιος Σολωμός) (1798-1857) : poète grec né à Zante
- Elizabeth Moutzan-Martinegou (Ελισάβετ Μουτζάν-Μαρτινέγκου) (1801-1832) : femme de lettres grecque née, ayant vécu et morte à Zante
- Pavlos Carrer (1829-1896) : compositeur grec né et mort à Zante

## Dans la culture
- En 1803 Ugo Foscolo publia le sonnet A Zacinto, qu'il avait dédié à son île natale et qui est l'un des plus célèbres de la littérature italienne : Né più mai rivedrò le sacre sponde... (Je ne verrai plus jamais les rivages sacrés...)
- Egisto, opéra dont l'action se déroule sur l'île.
- Dans La mémoire fugitive d'Anne Michaels, Jakob, le héros du livre, vit ses premières années grecques dans la maison de son père adoptif Athos, sur l'île.